# Chuyển nhượng (bóng đá)
Trong bóng đá chuyên nghiệp, một vụ chuyển nhượng là hành động được thực hiện bất cứ khi nào một cầu thủ theo hợp đồng di chuyển giữa các câu lạc bộ. Nó đề cập đến việc chuyển đăng ký của một cầu thủ từ câu lạc bộ bóng đá này sang một câu lạc bộ bóng đá khác. Nói chung, các cầu thủ chỉ có thể được chuyển nhượng trong kỳ chuyển nhượng và theo các quy tắc do cơ quan quản lý đặt ra (đáp ứng các yêu cầu của FIFA, các cơ quan cấp châu lục và quốc gia điều chỉnh các câu lạc bộ mua và bán). Phí chuyển nhượng thương lượng là khoản bồi thường tài chính theo thỏa thuận được trả từ một câu lạc bộ quan tâm, cho câu lạc bộ sở hữu quyền thi đấu theo hợp đồng độc quyền của cầu thủ. Khi một cầu thủ chuyển từ câu lạc bộ này sang câu lạc bộ khác, hợp đồng cũ của họ sẽ bị chấm dứt trong khi cầu thủ và câu lạc bộ đích mới của họ sẽ thương lượng về các điều khoản hợp đồng mới (hoặc đã cùng nhau đồng ý trước đó về các điều khoản cá nhân). Do đó, phí chuyển nhượng có chức năng như bồi thường tài chính (trả cho câu lạc bộ sở hữu các quyền thi đấu hiện có) đối với chấm dứt hợp đồng của một cầu thủ bóng đá chuyên nghiệp được hai bên đồng ý sớm. Phí chuyển nhượng phụ thuộc vào khả năng chơi bóng hiện tại của cầu thủ, tiềm năng trong tương lai, thời hạn của hợp đồng hiện tại, số tiền lương nợ trong tương lai (trong thời hạn còn lại của hợp đồng hiện tại) và sự sẵn lòng của các câu lạc bộ trong việc đồng ý cân bằng kinh tế thông qua cung và cầu.
Chuyển nhượng trong Hiệp hội Bóng đá khác đáng kể so với giao dịch trong các môn thể thao của Mỹ, Canada và Úc, trong đó các đội về cơ bản giao dịch hợp đồng cầu thủ hiện có. Tuy nhiên, tiền mặt hoặc nghĩa vụ hợp đồng có thể được sử dụng thay vì hoặc với người chơi, chẳng hạn như Major League Baseball và  National Football League để giảm bớt giới hạn tiền lương và các mối quan tâm tài chính khác. Tuy nhiên, trong một số trường hợp không phổ biến, chuyển nhượng có thể hoạt động theo cách tương tự như giao dịch cầu thủ, vì các đội có thể cung cấp một cầu thủ khác trong đội của họ như một phần của khoản bồi thường dưới hình thức giao dịch hoán đổi, nhằm giảm khoản bồi thường tài chính cho phí chuyển nhượng.
Theo FIFA, từ tháng 1 đến tháng 9 năm 2018 đã có 15.049 vụ chuyển nhượng cầu thủ nam quốc tế với tổng phí 7,1 tỷ USD và 577 vụ chuyển nhượng quốc tế cầu thủ nữ với giá 493.235 USD.
Hầu hết các hoạt động chuyển nhượng được tiến hành trong kỳ chuyển nhượng mùa hè châu Âu (kỳ trước mùa giải ở châu Âu), trùng lặp từ ngày 1 tháng 7 đến ngày 31 tháng 8 của bất kỳ năm nhất định nào (bao gồm cả hai ngày), với các thay đổi nhỏ của cả ngày bắt đầu và ngày kết thúc, cho mỗi giải đấu trong nước tương ứng. Prominent transfers also occur during the European winter transfer window of 1–31 January. Most notably, the transfer deadline dates of the transfer windows, are solely reliant upon the country jurisdiction of the purchasing club, in order to successfully perform the registration of newly transferred players (football clubs worldwide may agree to sell the playing rights of any contracted player at any time to another club whose country's transfer window is still open, in addition free agents may be signed at any time outside the prescribed transfer windows).